# برهان قوزي
برهان قوزي (1 يناير 1955 - 1 نوفمبر 2020)، هو سياسي وحقوقي تركي. ونائب سابق في البرلمان التركي لأكثر من دورة ممثلا عن حزب العدالة والتنمية.